# Бињон Мирабо
Бињон Мирабо (фр. Bignon-Mirabeau) насеље је и општина у централној Француској у региону Центар (регион), у департману Лоаре која припада префектури Монтаржи.
По подацима из 2011. године у општини је живело 297 становника, а густина насељености је износила 23,15 становника/km². Општина се простире на површини од 12,83 km². Налази се на средњој надморској висини од 120 метара (максималној 141 m, а минималној 112 m).

## Демографија
| 1962. | 1968. | 1975. | 1982. | 1990. | 1999. | 2011. |
| ----- | ----- | ----- | ----- | ----- | ----- | ----- |
| 240   | 236   | 178   | 198   | 197   | 261   | 297   |

График промене броја становника у току последњих година